# Wojtek

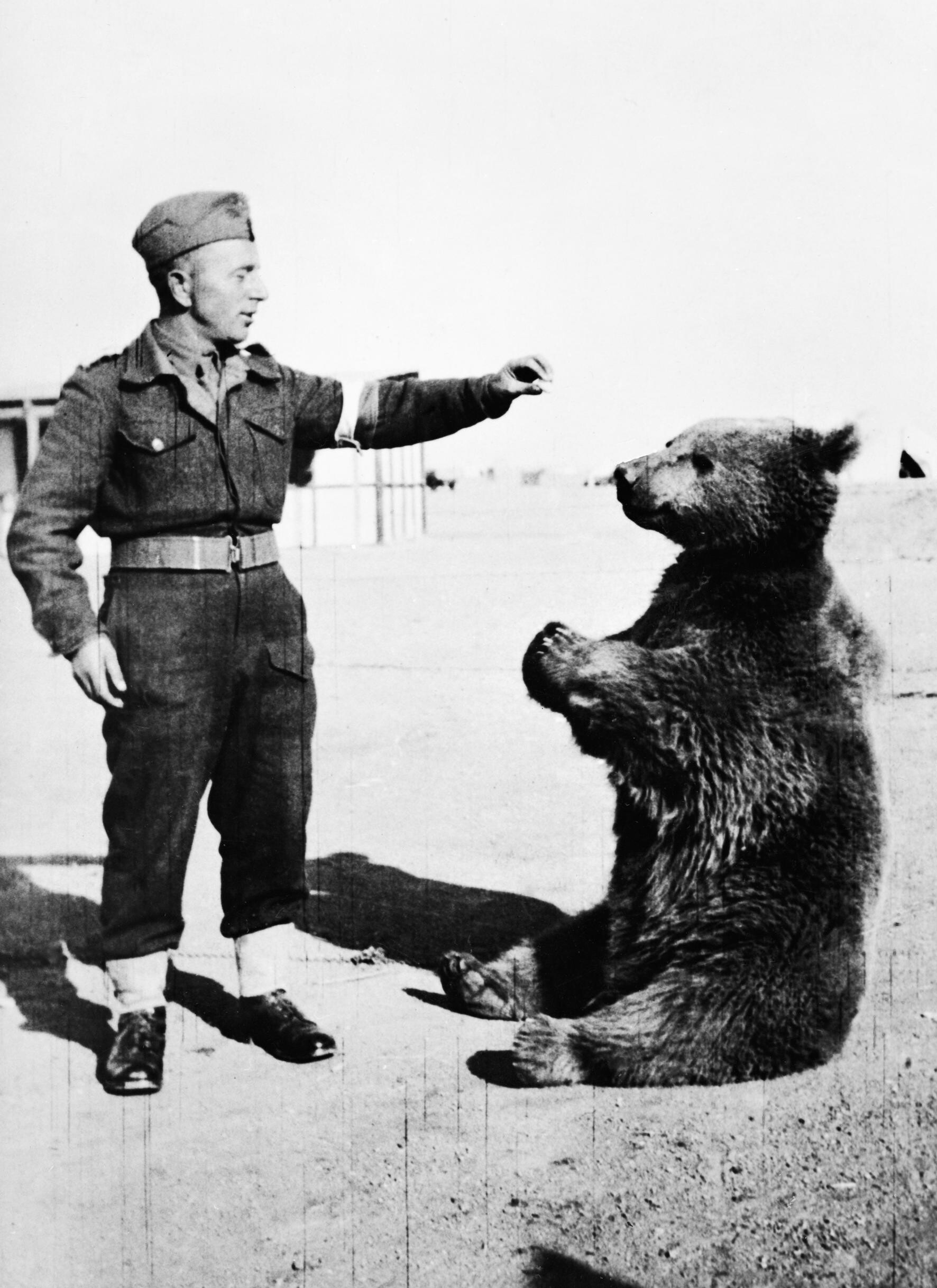
Wojtek e um soldado polaco

Wojtek (1942 — 1963) foi um filhote de urso-siríaco adotado pelos soldados da 22ª Companhia de Suprimentos de Artilharia do Segundo Corpo do Exercito Polaco. Seu nome é uma antiga denominação eslava derivada de duas palavras: "woj" (proveniente de "wojownik", guerreiro, e "wojna", guerra) e "ciech" (alegria). O nome portanto tem dois significados, "aquele que se diverte com a guerra" ou "guerreiro sorridente".
Wojtek participou da Batalha de Monte Cassino, ajudando a descarregar camiões de munição e suprimentos durante o combate. Permaneceu com as tropas até a desmobilização em 1947, quando foi doado ao Zoológico de Edimburgo, na Escócia.

## Vida

Wojtek com munição de artilharia, símbolo pintado nos veículos da 22ª Cia. de Suprimentos de Artilharia

Em 1942, próximo à cidade de Hamadã, no Irã, um garoto local encontrou um filhote de urso abandonado. Levou-o consigo, vendendo-o ao Exército Polonês estacionado nas proximidades em troca de algumas latas de carne. Desde o princípio o animal foi uma atração para os soldados e civis, tornando-se a partir de então o mascote não-oficial de todas as unidades estacionadas na região. Com isso, ele foi oficialmente integrado ao Exército da Polónia, passando a ser listado entre os soldados da 22ª Companhia de Suprimentos de Artilharia do Segundo Corpo do Exército Polonês. Junto à tropa, ele passou pelo Iraque, Síria, Palestina e Egito, antes de finalmente seguir para o sul da Itália.
Por ter menos de um ano de idade, o filhote inicialmente enfrentava dificuldades de engolir, sendo alimentado com leite condensado, colocado em uma garrafa vazia de vodka. Posteriormente, ele passou a ser alimentado com frutas, melaço, marmelada e mel, além de ser frequentemente presenteado com cerveja, que acabou tornando-se sua bebida favorita. Ele também gostava de fumar e comer cigarros, costumava brincar de luta e foi ensinado a saudar quando cumprimentado. Como um dos "soldados" oficialmente engajados à companhia, ele vivia com os outros homens em tendas ou em uma caixa de madeira feita sob medida e transportada em caminhões.
De acordo com diversos testemunhos, Wojtek ajudou seus tratadores durante a Batalha de Monte Cassino ao transportar munição para a frente de batalha—sem jamais derrubar uma caixa. Em reconhecimento à popularidade do animal, o Quartel-General autorizou que uma efígie de um urso segurando um projétil de artilharia fosse adotada como emblema oficial da 22ª Companhia (então renomeada para 22ª Companhia de Transportes).
Com o fim da Segunda Guerra Mundial em 1945, o urso foi transportado para Berwickshire, Escócia, juntamente com elementos do Segundo Corpo. Estacionado com as tropas na vila de Hutton, próximo a Duns, Wojtek logo tornou-se uma sensação entre a imprensa e moradores locais, sendo inclusive admitido como membro na Associação Polaco-Escocesa da região. Após a desmobilização em 15 de Novembro de 1947, o urso foi doado ao Zoológico de Edimburgo. Ele passou ali o resto de seus dias, visitado com frequência por jornalistas e ex-soldados polaco, alguns dos quais lhe forneciam cigarros.
Wojtek morreu em Dezembro de 1963, aos 22 anos de idade. Na época de sua morte ele pesava aproximadamente 250 quilos e media em torno de 1,80 m.